# Обеспеченные облигации
Обеспеченные облигации (англ. covered bonds) — это долговые ценные бумаги, выпущенные финансовым институтом (эмитентом) и обеспеченные залогом портфеля активов, которые в случае дефолта эмитента могут быть использованы для удовлетворения требований инвесторов. Портфель активов, находящийся в залоге, называют массой покрытия. В отличие от внебалансовой секьюритизации, то есть эмиссии ценных бумаг, обеспеченных активами (Asset-backed security — ABS), путем действительной продажи активов на баланс SPV, обеспеченные облигации остаются обязательствами эмитента. То есть обеспеченные облигации — это облигации с «двойным регрессом» против эмитента и первоочередным правом на удовлетворение требований из массы покрытия. Поэтому обеспеченные облигации ещё называют балансовыми сделками секьюритизации активов, так как активы остаются на балансе финансового института — эмитента. Обычно на обеспеченные облигации распространяется специальное законодательство для защиты держателей облигаций.
Самым распространенным классом обеспеченных облигаций являются банковские ипотечные облигации, в массу покрытия которых включены кредиты, обеспеченные как жилой, так и коммерческой недвижимостью. Но в некоторых случаях в массу покрытия обеспеченных облигаций, могут быть включены и другие финансовые активы.
По состоянию на начало 2019 года объём находящихся в обращении обеспеченных облигаций по всему миру составлял 2 577 млрд евро, в то время как крупнейшими рынками были Дания (406 млрд евро), Германия (370 млрд евро), Франция (321 млрд евро) и Испания (232 млрд евро).

## История
Основная статья: Pfandbrief
Обеспеченные облигации были созданы в Пруссии в 1769 году Фридрихом Великим и в Дании в 1795 году. Первые датские эмиссии обеспеченных облигаций были проведены после Большого пожара в Копенгагене в 1795 году, когда четверть города сгорела дотла. После пожара возникла большая потребность в организованном рынке облигаций, поскольку в течение короткого периода времени требовалось возвести большое количество новых зданий. Сегодня почти вся недвижимость в Дании финансируется за счет обеспеченные облигаций, а Дания является третьим по величине эмитентом в Европе.
В Пруссии такие облигации — пфандбрифы (нем. Pfandbriefe) выпускались так называемыми ландшафтами и регулировались публичным правом. Ландшафт представлял собой объединение
крупных землевладельцев, его целью было получение доступного кредита для восстановления Силезии после Семилетней войны. Затем идея создания аналогичного института распространилась на другие части Пруссии и Германии, а потом в Средней и Восточной Европе (включая провинции России: Балтийские губернии — Эстляндию, Ливонию и Курляндию — и Польшу). Примерно в 1850 году первым ипотечным банкам было разрешено продавать пфандбрифы в качестве средства рефинансирования ипотечных кредитов. В соответствии с законом об ипотечных банках 1900 года вся Германская империя получила стандартизированную правовую основу для выдачи пфандбрифов.

## Структура
Обеспеченная облигация - это корпоративная облигация с одним важным улучшением - наличием регресса к пулу активов (массе покрытия), который обеспечивает или «покрывает» облигацию, если эмитент (обычно финансовый институт) становится неплатежеспособным. Активы в массе покрытия действуют как дополнительное кредитное обеспечение. Таким образом, у владельца таких облигаций есть право двойного регресса или так называемая двойная защита (англ. dual recourse) - право преимущественного удовлетворения требований по облигациям как из стоимости имущества, составляющего массу покрытия, так и права требования к самому эмитенту, если при реализации обеспечения требования инвесторов не были полностью удовлетворены.
В европейской практике эмиссия обеспеченных облигаций возможна в рамках единой программы, а не отдельными выпусками. Например, в Германии и Австрии обычно организуется программа, в рамках которой может быть неограниченное число эмиссий обеспеченных облигаций. Все облигации программы покрываются одним портфелем активов, то есть все облигации в этом случае имеют одну массу покрытия. Таким образом, организационные и административные издержки при впуске в рамках программы ниже, так как отпадает необходимость создавать отдельный портфель активов для каждой облигации. Возможное число программ регулируется законодательством соответствующей страны. Так, например, в Германии один эмитент может создать только одну программу для каждого класса активов (например, одну программу для ипотечных кредитов и одну программу для кредитов, выданных органам госсектора).
Обычно активы, составляющие массу покрытия, не имеют никакого отношения к договорному потоку денежных средств инвестору, как в случае со сделками секьюритизации. Но в некоторых странах (например, в Италии и Нидерландах) встречаются так называемые условные сквозные структуры погашения (conditional pass-through).

### Режимы погашения
Вообще существует три возможных режима погашения обеспеченных облигаций: жесткий режим с разовым погашением (Hard Bullet), мягкий режим с разовым погашением (Soft Bullet) и условный сквозной режим погашения (Conditional Pass-Through):
1. Жесткий режим погашения (Hard Bullet) подразумевает установленный порядок платежей с юридически закрепленным контрактом сроком погашения облигаций (Legal Final Maturity Date). Неуплата в юридически закрепленную дату погашения приводит к дефолту и акселерации обеспеченных облигаций (т.е. в случае дефолта эмитента у держателей облигаций возникает право требования досрочного погашения облигаций).
2. Мягкий режим погашения (Soft Bullet) также подразумевает установленный порядок платежей с юридически закрепленным контрактом сроком погашения облигаций, но неуплата в юридически закрепленную дату погашения не является событием дефолта. Напротив, при неуплате в установленный срок включается так называемый период продления, который предоставляет больше времени (обычно не менее 12 месяцев) для погашения обеспеченных облигаций, устанавливая новую Окончательную дату погашения. Невыплата в Окончательную дату погашения приводит к дефолту и акселерации обеспеченных облигаций.
3. В структурах с условным сквозным режим погашения (Conditional Pass-Through) так же, как и в предыдущих двух режимах, существует юридически закрепленный контрактом срок погашения облигаций. Так же, как и в мягком режиме погашения, невыплата долга в установленную дату погашения не влечет за собой дефолт обеспеченной облигации, но при этом облигация переходит в так называемый "сквозной режим" (Pass-Through), когда окончательная выплата по облигациям отодвигается на более поздний срок и выплаты по облигациям производятся постепенно, по мере поступления средств из массы покрытия.

При мягком и условным сквозным режиме погашения существенно уменьшаются риски, связанные с потенциальной нехваткой ликвидности для погашения облигации в юридически закрепленную дату погашения, что также снижает риск рефинансирования. Поэтому, при прочих равных условиях, структуры с мягким и условным сквозным режимом погашения обеспеченных облигаций могут потенциально получить более высокие кредитные рейтинги.

### Повышение кредитного качества
В структуре сделки обеспеченных облигаций могут быть предусмотрены следующие механизмы повышения кредитного качества:
- Избыточное обеспечение (перепокрытие);
- Создание резервного фонда;
- Хеджирование валютных рисков и рисков изменения процентных ставок.

При избыточном обеспечении (перепокрытии) сумма обеспечения превышает сумму обязательств. Перепокрытие является самым распространенным механизмом повышения кредитного качества. В некоторых странах, требования к минимальному избыточному обеспечению прописаны на законодательном уровне. По российскому законодательству включение перепокрытия в структуру сделки является правом, а не обязанностью эмитента.

### Законодательное регулирование
В России выпуск обеспеченных облигаций регулируется ФЗ от 11.11.2003 № 152-ФЗ «Об ипотечных ценных бумагах». Кроме того, к регулированию обеспеченных облигаций также применимы нормы Гражданского кодекса, ФЗ от 22.04.1996 «О рынке ценных бумаг», законодательства о банкротстве и иные нормативно-правовые акты.
По российскому законодательству требования владельцев обеспеченных облигаций обеспечиваются залогом ипотечного покрытия. В случае несостоятельности (банкротства) эмитента имущество, составляющее ипотечное покрытие, исключается из общей конкурсной массы эмитента. Конкурсный управляющий обязан открыть отдельные банковские счета для зачисления на них денежных средств, поступающих от ипотечного покрытия, и осуществлять выплаты владельцам обеспеченных облигаций. Отдельный управляющий для массы покрытия ипотечных облигаций законодательством не предусмотрен.

### Присвоение рейтинга
При анализе обеспеченных облигаций подход рейтинговых агентств (например, Moody's) обычно разбит на три этапа:
1. На первом этапе проводится расчет вероятности дефолта эмитента (на этом этапе устанавливается так называемая точка привязки обеспеченных облигаций - англ. CB Anchor);
2. На втором этапе производится оценка потерь, которые понесут инвесторы в результате дефолта эмитента после обращения взыскания на имущество, составляющее массу покрытия;
3. На третьем этапе полученный рейтинг уточняется путем применения коэффициента TPI (англ. Timely Payment Indicator, показатель своевременности платежей).

Одним из элементов подхода рейтингового агентства является то, что после объявления эмитента несостоятельным (т.е. при наступлении так называемого "события точки привязки" - англ. CB Anchor Event) облигации обслуживаются за счет платежей, поступающих в массу покрытия, и то, что для этого масса покрытия должна находиться под управлением, например, отдельным попечителем массы покрытия. Коэффициент TPI отражает вероятность того, что предусмотренные эмиссионной документацией платежи (возврат основной суммы долга и начисленных процентов) будут поступать и после наступления "события точки привязки" (т.е. после банкротства эмитента).
Наличие "двойного регресса" в большинстве случаев позволяет обеспеченным облигациям достичь более высокого рейтинга по сравнению с рейтингом самого эмитента.